# Gymnophthalmidae
Gymnophthalmidae este o familie de șopârle.